# نگچیچ وووشچیانگسکا
نگچیچ وووشچیانگسکا (به لاتین: Nieciecz Włościańska) یک روستا در لهستان است که در گمینا سابنگه واقع شده‌است. نگچیچ وووشچیانگسکا ۳۵۰ نفر جمعیت دارد.